# 1973 en football
Cet article présente les faits marquants de l'année 1973 en football.

## Chronologie
- 24 février : La Nouvelle-Zélande gagne la première Coupe d'Océanie de football en battant en finale Tahiti (2-0)
- 16 mai : le Milan AC remporte la Coupe des vainqueurs de Coupe en s'imposant en finale face au club de Leeds United (1-0). C'est la deuxième Coupes des coupes remportée par le Milan AC.
  - Article détaillé : Coupe d'Europe des vainqueurs de coupe 1972-1973
- 23 mai : Liverpool remporte la Coupe de l'UEFA face au Borussia Mönchengladbach. Il s'agit du tout premier titre continental gagné par le club anglais de Liverpool.
- 30 mai : Emmené par Johan Cruyff, l'Ajax Amsterdam remporte la Coupe d'Europe des clubs champions face à la Juventus sur le score de 1-0. L'Ajax réussit ainsi l'exploit de remporter trois années de suite le trophée (seul le Real Madrid a fait mieux avec cinq trophées consécutifs ; le Bayern Munich réalisera par la suite la même chose en remportant lui aussi trois trophées d'affilée).
- Juin : Le RSC Anderlecht remporte sa première Coupe de la Ligue Pro.
- 17 juin : l'Olympique lyonnais remporte la troisième Coupe de France de son histoire en battant le FC Nantes en finale (2-1).
- 21 novembre : match de football Chili – URSS joué à Santiago en l'absence de l'équipe soviétique.

## Champions nationaux
- Le Bayern Munich remporte le championnat d'Allemagne.
- Liverpool remporte le championnat d'Angleterre.
- L'Atlético de Madrid remporte le championnat d'Espagne.
- Le FC Nantes remporte le championnat de France.
- La Juventus remporte le championnat d'Italie.
- Le FC Bruges remporte le championnat de Belgique.
- L'Ajax Amsterdam remporte le championnat des Pays-Bas.

## Naissances
Plus d'informations : Liste d'acteurs du football nés en 1973.
- Roberto Carlos, footballeur brésilien.
- Edgar Davids, footballeur néerlandais.
- Ryan Giggs, footballeur gallois.
- Sami Hyypiä, footballeur finlandais.
- Filippo Inzaghi, footballeur italien.
- Claude Makélélé, footballeur français.
- Marco Materazzi, footballeur italien.
- Johan Micoud, footballeur français.
- Marc Overmars, footballeur néerlandais.
- Pauleta, footballeur portugais.
- Robert Pirès, footballeur français.
- Ole Gunnar Solskjær, footballeur norvégien.
- Christian Vieri, footballeur italien.
- Javier Zanetti, footballeur argentin.
- Fabio Cannavaro, footballeur italien.
- Cuauhtémoc Blanco, footballeur mexicain.
- Jay-Jay Okocha, footballeur nigérian.

## Décès
Plus d'informations : Liste de personnalités du football décédées en 1973.
- 23 janvier : décès à 75 ans de Dragutin Vragović, international yougoslave ayant remporté 3 Championnat de Yougoslavie.
- 7 août : José Villalonga, footballeur espagnol.
- 15 octobre : Andrew Wilson, footballeur écossais.
- 16 novembre : Lorenzo Fernández, footballeur uruguayen.
- 1er décembre : Willem Hesselink, footballeur néerlandais.

## Liens
- RSSSF : Tous les résultats du monde